# مشرب الحيوانات الأثري
 مشرب الحيوانات الأثري  هو معلم أثري تونسي مصنف من قبل المعهد الوطني للتراث يقع في ولاية نابل في الشمال التونسي، تحديد في مدينة قرمبالية تم تصنيف المعلم في يوم 16 نوفمبر 1928 .

## مقالات ذات صلة
- قائمة المعالم الأثرية المصنفة في تونس